# Wiktoria Padlewska
Wiktoria Maria Franciszka Padlewska, Wiktoria Bosc (ur. 4 października 1977 w Warszawie) – polska dziennikarka, pisarka i aktorka. Córka Jacka Padlewskiego i Beaty Tyszkiewicz, przyrodnia siostra Karoliny Wajdy. Mieszka w Szwajcarii; jej mężem jest David Jacques Pierre Bosc, z którym ma dwóch synów (ur. 2007 i 2012).

## Filmografia
- 2000 – Izabela (choreografia),
- 2000 – Klasa na obcasach (obsada, jako Wiktoria),
- 1997 – Bride of War (obsada, jako dziewczyna w salonie Barskiej),
- 1996 – Germans (obsada, jako Fanchette),
- 1990 – Urodzeni w niedzielę (obsada, jako Klaudia),
- 1990 – Warkocz komety (obsada),
- 1987 – Kingsajz (obsada, jako córeczka damy na bazarze[1]).

## Publikacje
- (2006) Gdybym była tobą. Gdybyś była mną. Sławne mamy i ich córki[2]
- (2011) La cuisine polonaise Wydawnictwo Noir sur Blanc
- (2016) Bajaderka książka kucharska[3]